# Frittula

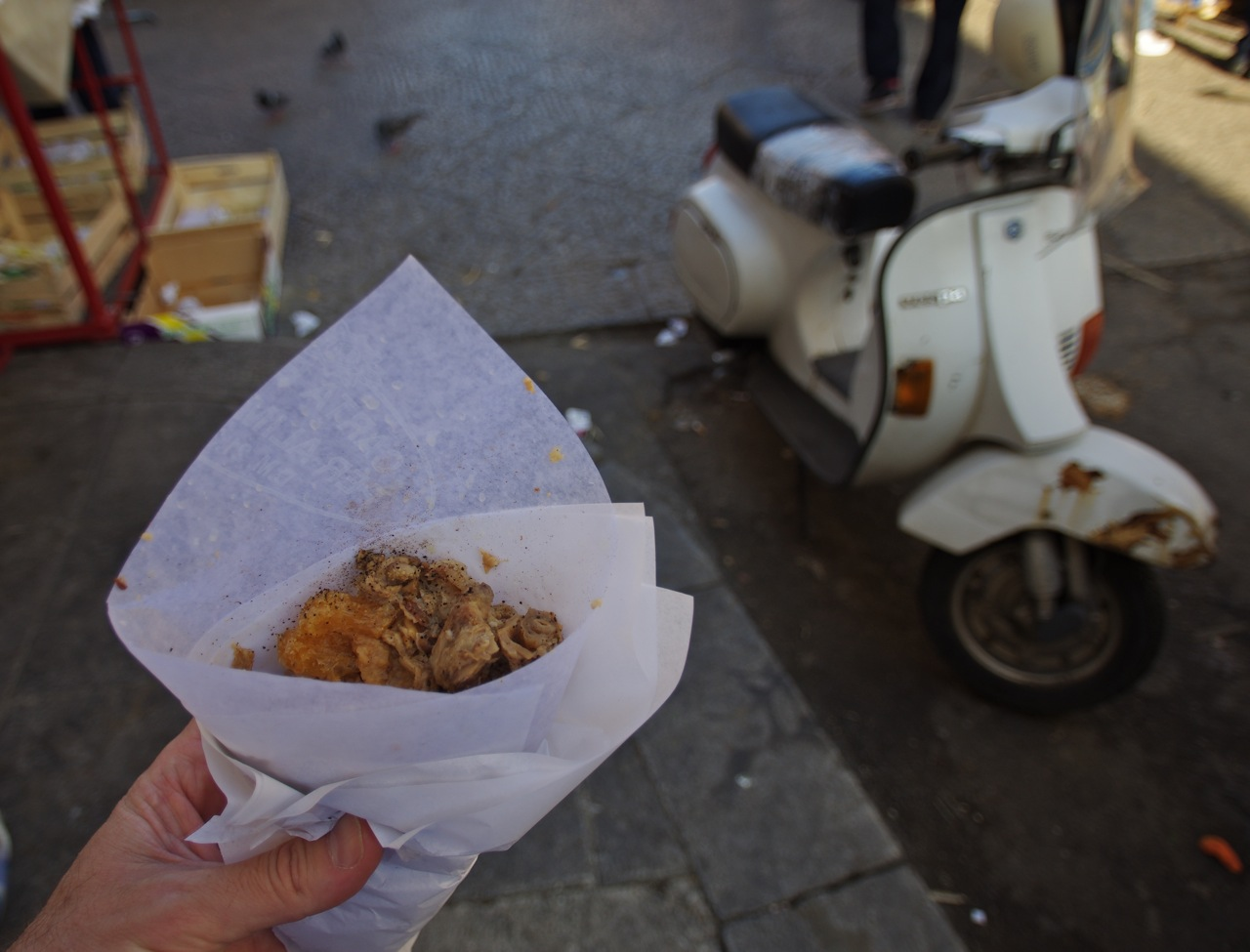
Frittula no mercado de Ballaro. Palermo, Sicília

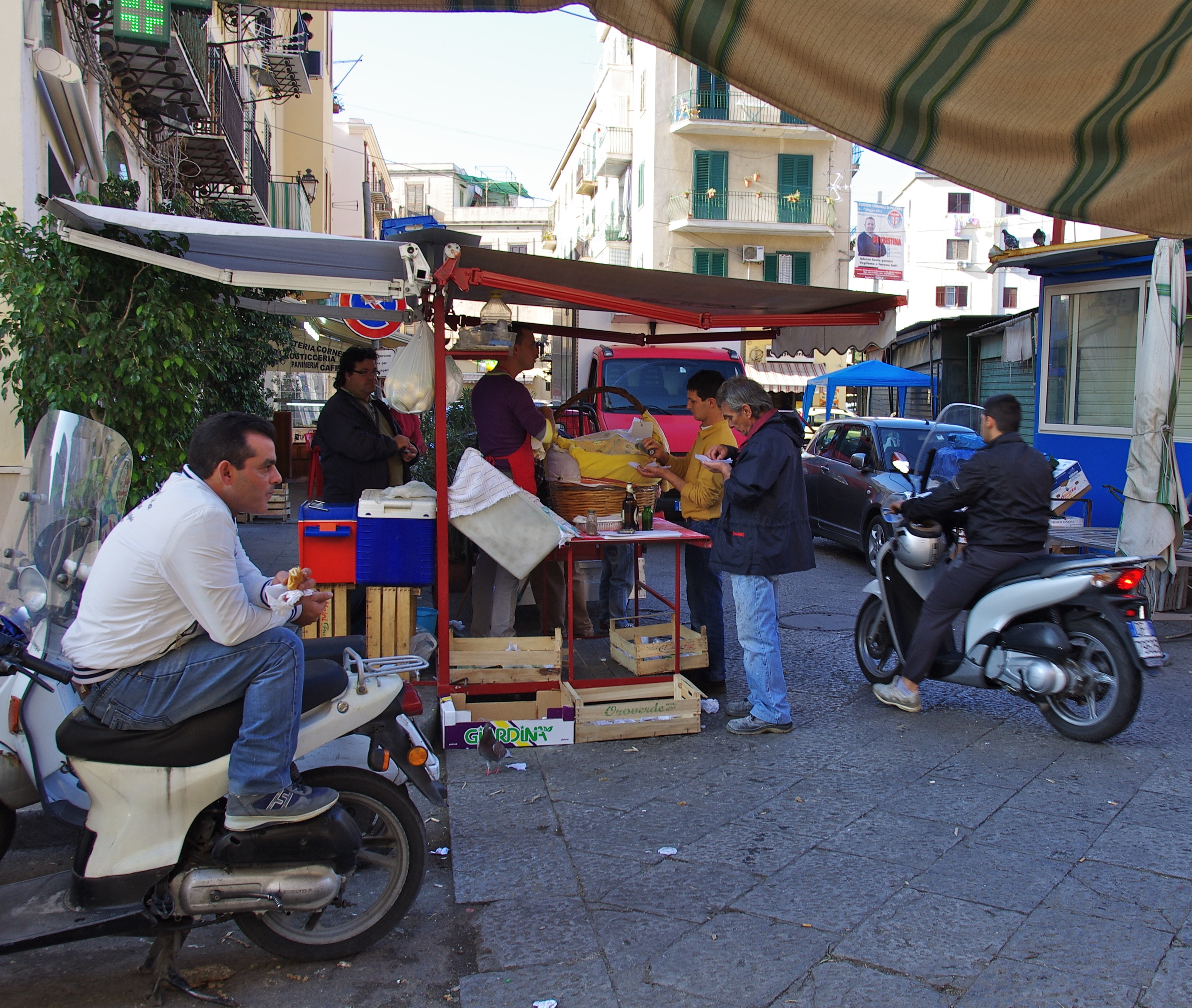
Frittula servida na rua num mercado de Palermo

Frittula (frittola em italiano) é uma comida de rua tradicional siciliana, servida em Palermo. Ela é semelhante ao frìttuli da Calábria, mas utiliza carne bovina em vez de carne suína.
Os restos do abate dos bezerros incluem ossos que são moídos para uso industrial, e pedaços de carne cozidos a alta temperatura em grandes silos. Depois que a carne estiver cozida, esta é pressionada para remover a umidade e formada em fardos. Este processo, semelhante à liofilização, pode preservar o frittoli por anos.
O "frittularu" "revive" o frittoli pela fritura com banha e ao colocá-lo em uma grande cesta de vime (o "panaru") e um pano de aromas, tais como folha de louro e pimenta.
Frittola já foi transportado por burros, mas agora é vendido a partir em veículos de três rodas. Um autor descreve o prato como "gordura e cartilagem fritas em óleo". Um livro de 1869 relata o frittola em Veneza, embora isso provavelmente se refere a um doce ou salgado frito de massa em vez de se referir à versão de Palermo.